# Amar-girid
Amar-girid (fl. XXIII secolo a.C.) era un capo della città di Uruk che guidò senza successo una rivolta con le città-stato di Uruk, Ur, Lagash, Adab e Shuruppak contro Naram-Sin. Durante la "Grande Ribellione" contro Narām-Suen Asimānum servì come base operativa settentrionale dell'Amar-Girid. Amar-girid radunò molte importanti città di Sumer, tra cui Adab, Isin, Lagash. Nippur, Shuruppak e Umma, oltre a varie città della regione del Golfo.